# Вестфілд (Іллінойс)
Вестфілд (англ. Westfield) — місто (англ. town) в США, в окрузі Кларк штату Іллінойс. Населення — 536 осіб (2020).

## Географія
Вестфілд розташований за координатами 39°27′19″ пн. ш. 87°59′48″ зх. д. / 39.45528° пн. ш. 87.99667° зх. д. (39.455395, -87.996652).  За даними Бюро перепису населення США в 2010 році місто мало площу 2,59 км², уся площа — суходіл.

## Демографія
Згідно з переписом 2010 року, у селищі мешкала 601 особа в 245 домогосподарствах у складі 176 родин. Густота населення становила 232 особи/км².  Було 283 помешкання (109/км²).
Расовий склад населення:
| - 97,5 % — білих - 1,3 % — чорних або афроамериканців - 0,7 % — корінних американців |

До двох чи більше рас належало 0,5 %. Частка іспаномовних становила 0,3 % від усіх жителів.
За віковим діапазоном населення розподілялося таким чином: 25,1 % — особи молодші 18 років, 58,8 % — особи у віці 18—64 років, 16,1 % — особи у віці 65 років та старші. Медіана віку мешканця становила 41,8 року. На 100 осіб жіночої статі у селищі припадало 95,8 чоловіків;  на 100 жінок у віці від 18 років та старших — 96,5 чоловіків також старших 18 років.
Середній дохід на одне домашнє господарство  становив 59 141 долар США (медіана — 43 333), а середній дохід на одну сім'ю — 52 403 долари (медіана — 48 929). За межею бідності перебувало 18,5 % осіб, у тому числі 30,3 % дітей у віці до 18 років та 0,0 % осіб у віці 65 років та старших.
Цивільне працевлаштоване населення становило 293 особи. Основні галузі зайнятості: освіта, охорона здоров'я та соціальна допомога — 22,2 %, будівництво — 16,0 %, виробництво — 12,6 %, роздрібна торгівля — 11,9 %.